# FC Haka
Haka este un club de fotbal din Valkeakoski, Finlanda. Echipa susține meciurile de acasă pe Tehtaan kenttä cu o capacitate de 3.516 locuri.

## Lotul sezonului 2019
Actualizat ultima dată la 13 august 2019.
| Nr. |                            | Poziție | Jucător                     |
| --- | -------------------------- | ------- | --------------------------- |
| 1   | Finlanda                   | P       | Santeri Aaltonen            |
| 2   | Finlanda                   | F       | Jami Kyöstilä               |
| 3   | Finlanda                   | F       | Niklas Friberg              |
| 4   | Finlanda                   | F       | Ville-Valtteri Starck       |
| 5   | Franța                     | F       | Samuel Mansour              |
| 6   | Statele Unite ale Americii | M       | Jacob Bushue                |
| 7   | Finlanda                   | A       | Antto Hilska                |
| 8   | Camerun                    | A       | Jean Fridolin Nganbe Nganbe |
| 9   | Finlanda                   | A       | Elias Ahde                  |
| 10  | Nigeria                    | A       | Samuel Chidi                |
| 11  | Finlanda                   | M       | Erkka Helminen              |
| 14  | Finlanda                   | M       | Anton Popovitch             |

| Nr. |                            | Poziție | Jucător           |
| --- | -------------------------- | ------- | ----------------- |
| 15  | Finlanda                   | M       | Tino Purme        |
| 16  | Finlanda                   | M       | Joona Kari        |
| 17  | Finlanda                   | A       | Akseli Lehtojuuri |
| 18  | Finlanda                   | M       | Joona Tapani      |
| 19  | Finlanda                   | A       | Jonni Thusberg    |
| 20  | Finlanda                   | F       | Henri Malundama   |
| 21  | Finlanda                   | M       | Severi Keskitalo  |
| 22  | Statele Unite ale Americii | F       | Noah Leong        |
| 23  | Finlanda                   | A       | Salomo Ojala      |
| 24  | Finlanda                   | M       | Leevi Antinaho    |
| 30  | Finlanda                   | P       | Joonas Immonen    |
| 35  | Finlanda                   | P       | Samu Lindgren     |

## Palmares
- Veikkausliiga

Câștigători:(9) 1960, 1962, 1965, 1977, 1995, 1998, 1999, 2000, 2004
- Cupa Finlandei

Câștigători:(12) 1955, 1959, 1960, 1963, 1969, 1977, 1982, 1985, 1988, 1997, 2002, 2005
- Cupa Ligii Finlandei

Câștigători: (1) 1995